# 保羅·迪亞士·德·諾發伊斯
保羅·迪亞士·德·諾發伊斯（Paulo Dias de Novais，約1510年至1589年）是一位16世紀的葡萄牙帝國貴族、探險家，也是首任葡屬安哥拉總督。他是探險家巴爾托洛梅烏·迪亞士的孫子。
諾發伊斯在1575年2月11日抵達現在的安哥拉。他在此地建立了羅安達的前身“聖保羅·德·羅安達”（São Paulo de Luanda）。